# Niclas Düring
Niclas Felix Düring, född 6 april 1990 i Sundbyberg, är en svensk seglare. Han tävlade för Göteborgs Kungliga Segelsällskap.
Düring tävlade för Sverige vid olympiska sommarspelen 2012 i London, där han slutade på 10:e plats i 49er.